# Barranco de la Maimona
El barranco de la Maimona (en valenciano barranc de la Maimona), también llamado río y rambla de la Maimona, es un río del este de la península ibérica que discurre por la provincia de Castellón, en España. 

## Curso
La Maimona se encuentra en el término del municipio de Montanejos, en la comarca del Alto Mijares. Tiene un caudal muy variable en función de la pluviosidad. Es una zona muy visitada por escaladores debido a la existencia de paredes verticales de piedra con tonalidad rojiza. También es homónima la casa que está construida cerca del final del río Maimona sobre el río Mijares.